# Cordulegaster princeps
Cordulegaster princeps é uma espécie de libelinha da família Cordulegastridae.
É endémica de Marrocos.
Os seus habitats naturais são: rios.
Está ameaçada por perda de habitat.